# لوئیجی لو کاشو
لوئیجی لو کاشو (انگلیسی: Luigi Lo Cascio؛ زادهٔ ۲۰ اکتبر ۱۹۶۷) یک هنرپیشه اهل ایتالیا است.
از فیلم‌ها یا برنامه‌های تلویزیونی که وی در آن نقش داشته است، می‌توان به معجزه در سنت آنا، بهترین دوران جوانی، مارینا، شام، نور چشمانم و باریا اشاره کرد.

## جوایز
- جایزه انجمن ملی فیلم ایتالیا بهترین بازیگر مرد (۲۰۰۴)
- جایزه دیوید دی دوناتلو بهترین بازیگر مرد (۲۰۰۲)